# Rohrbach (Modau)
Der Rohrbach ist ein rechter Zufluss der Modau im hessischen Landkreis Darmstadt-Dieburg.

## Geographie

### Verlauf
Der Rohrbach verläuft im Vorderen Odenwald und im Naturpark Bergstraße-Odenwald.
Seine Quelle befindet sich südsüdöstlich von Rohrbach.
Der überwiegend nordwestwärts fließende Bach verläuft im Oberlauf am Südrand von Rohrbach.
Er unterquert die Nieder-Modauer Straße/K133.
Danach mündet von links der Hegbach in den Rohrbach.  
Im Unterlauf unterquert der Bach die Odenwaldstraße/L3099.
Südlich von Ober-Ramstadt mündet der Rohrbach von rechts und Süden in die Modau.

### Zuflüsse
- Hegbach (links), 1,2 km